# Гілгіт-Балтистан
Гілгіт-Балтиста́н (урду گلگت بلتستان, англ. Gilgit-Baltistan), до 2009 року Північні Території (урду شمالی علاقہ جات, англ. Northern Areas) — найпівнічніша адміністративна одиниця в межах керованої пакистанцями частини колишнього князівства Джамму та Кашмір. Межі: Афганістан на півночі, Китай на північному сході, пакистанська провінція Азад Кашмір на півдні та штат, що входить до складу Індії Джамму й Кашмір на південному сході. Територія Гілгіт-Балтистану стала єдиною адміністративною одиницею в 1970 році під назвою Північні Території, яка була сформована з об'єднання агентства Гілгіт, Балтистану, і тубільних князівств Хунза та Нагар. Гілгіт-Балтистан займає територію 72 971 км² і має передбачуване населення, що наближається до 1,8 млн чол. Ця область — частина великої території Кашмір, яка є предметом територіальної суперечки між Індією, Пакистаном і Китаєм.
За проєктом китайсько-пакистанського економічного коридору планується зв'язати пакистанський глибоководний порт Гвадар з портами Південного Китаю Гуанчжоу і Фанченган, після будівництва дороги «Кашгар — Хавеліан» протяжністю 1100 км, через Хунджерабський перевал на спірній території Гілгіт-Балтістан. Займаючи площу понад 72 971 км2 з населенням понад 7864733 осіб (перепис 2023 року), Гілгіт-Балтистан може похвалитися п'ятьма з 14 восьмитисячників у світі, включаючи всесвітньо відомий К2, п'ятдесят вершин більше висоти 7000 метрів, а також трьома найдовшими льодовиками у світі за межами полярного регіону.  

## Історія
Вирізані на скелях зображення, знайдені у різних місцях Гілгіт-Балтистану, особливо у селі Пассу у гірській долині Хунза, свідчать про присутність у цих місцях людини ще до 2000 року до Різдва Христового.
1 листопада 2020 року прем'єр-міністр Пакистану Імран Хан заявив, що надав перехідний провінційний статус Гілгіт-Балтістану.
У Гілгіт-Балтистані діє сепаратистський рух.

## Райони
Гілгіт-Балтистан адміністративно поділяється на три округи, що своєю чергою мають поділ на 14 районів. Основними політичними центрами є міста Гілгіт та Скарду.
|            |             |                  |             |
| Район      | Площа (км²) | Населення (2017) | Адм. центри |
| Астор      | 5411        | 100 000          | Астор       |
| Діамер     | 7234        | 270 000          | Чилас       |
| Дарел      | 7234        | 270 000          | Чилас       |
| Тангір     | 7234        | 270 000          | Чилас       |
| Ганче      | 8531        | 160 000          | Хаплу       |
| Гізер      | 12 381      | 170 000          | Гакуч       |
| Гупіс-Ясін | 12 381      | 170 000          | Гакуч       |
| Гілгіт     | 4208        | 290 000          | Гілгіт      |
| Хунза      | 50 000      | 10 109           | Аліабад     |
| Харманг    | 2700        | 50 000           | Толті       |
| Нагар      | 4137        | 70 000           | Нагар-Хас   |
| Шигар      | 8900        | 70 000           | Шигар       |
| Скарду     | 7100        | 127 579          | Скарду      |
| Ронду      | 7100        | 127 579          | Скарду      |
|            |             |                  |             |
|            | 72 496      | 1 492 924        | Гілгіт      |